# Double or Nothing (2019)
Double or Nothing 2019 fue un evento pago por visión (PPV) de lucha libre profesional producido por All Elite Wrestling (AEW). Tuvo lugar el 25 de mayo de 2019 en el MGM Grand Garden Arena en el suburbio de Las Vegas de Paradise, Nevada. Fue el evento inaugural de la promoción AEW.
El evento comprendió nueve combates, incluyendo dos en el pre-show Buy In. En el evento principal, Chris Jericho derrotó a Kenny Omega, ganando un futuro combate por el Campeonato Mundial de AEW contra "Hangman" Adam Page, el ganador del Casino Battle Royale en el pre-show. En otros combates destacados, The Young Bucks (Matt y Nick Jackson) derrotaron a The Lucha Brothers (Pentagón Jr. y Rey Fénix) para retener el Campeonato Mundial en Parejas de AAA, y Cody derrotó a su hermano Dustin Rhodes.  
El evento destacó los debuts sorpresa de Awesome Kong, Jon Moxley (anteriormente Dean Ambrose en la WWE) y The Dark Order (Evil Uno & Stu Grayson) (Anteriormente conocidos en conjunto como Super Smash Brothers).
También contó con la aparición de Bret Hart, quien presentó el cinturón del Campeonato Mundial de AEW. 

## Producción

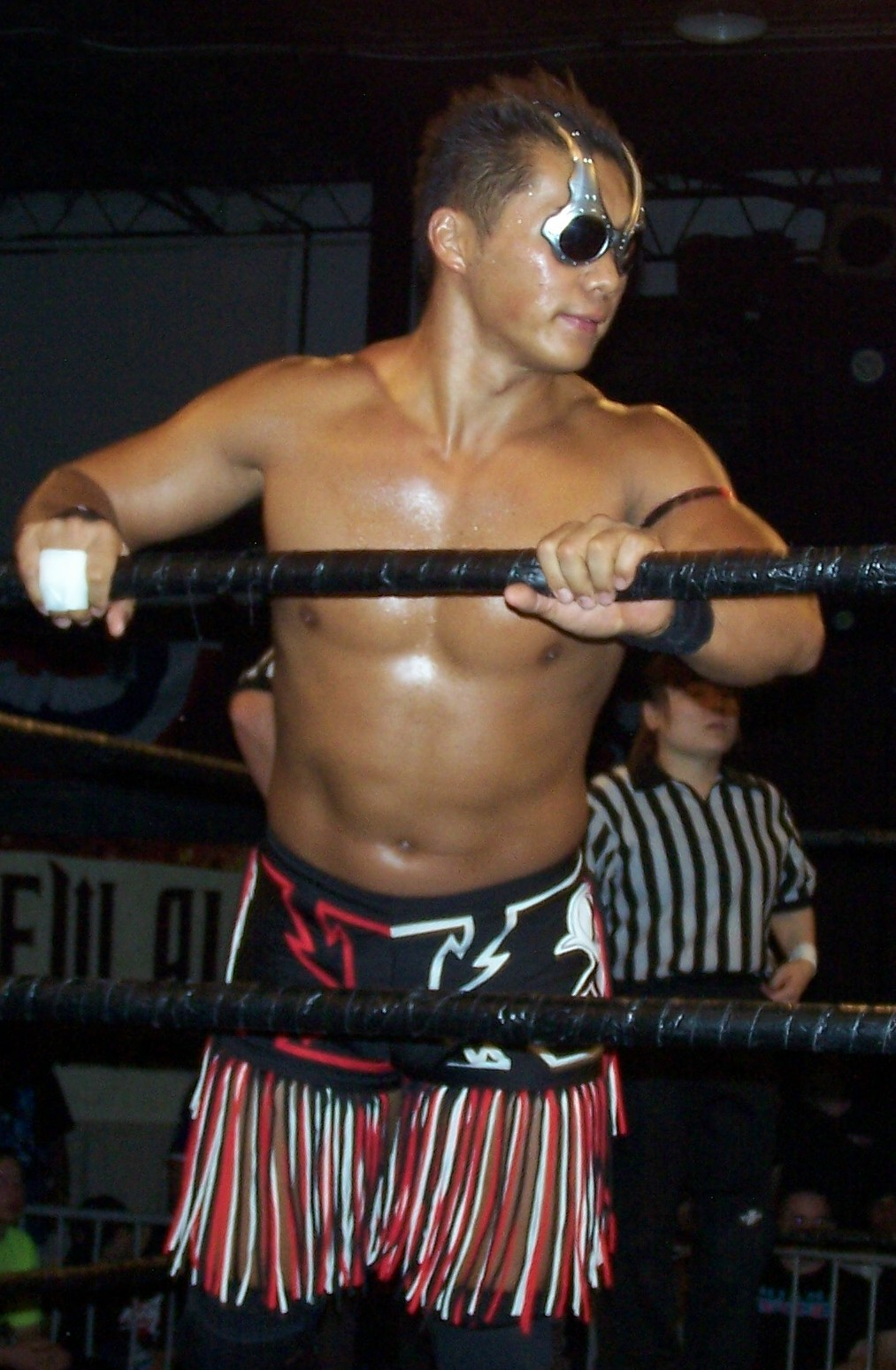
CIMA (Nobuhiko Oshima)

Después del éxito del evento All In de septiembre de 2018, un grupo conocido como The Elite (Cody, The Young Bucks y Kenny Omega), las fuerzas impulsoras detrás del evento, utilizaron la respuesta positiva de All In para perseguir otros eventos, con el respaldo de los empresarios Shahid Khan y Tony Khan. El 5 de noviembre de 2018, se presentaron varias marcas en Jacksonville, Florida, entre ellas, «All Elite Wrestling» y «Double or Nothing», lo que llevó a la especulación sobre la formación de una promoción y el nombre del primer evento de la promoción.
El 1 de enero de 2019, se anunció oficialmente All Elite Wrestling, junto con el anuncio de su evento inaugural, Double or Nothing. El 8 de febrero, en el mitin de AEW en Las Vegas, la jefa de marca Brandi Rhodes anunció los fichajes de las luchadoras japonesas Aja Kong y Yuka Sakazaki, quienes harán sus primeras apariciones en AEW en Double or Nothing. El 10 de febrero, se anunció que los boletos de preventa se agotaron casi inmediatamente después de salir a la venta. El 13 de febrero, AEW anunció que todas las entradas para el evento se agotaron a los 4 minutos de salir a la venta. En abril, se anunció que Jim Ross haría comentario para el evento.
El 8 de mayo de 2019, se anunció que Double or Nothing se emitiría en ITV Box Office, el canal para eventos pago por visión de ITV en el Reino Unido. Además, se anunció que se emitiría un pre-show de una hora titulado «Buy In» en ITV4 con el Casino Battle Royale y otros combates. La semana siguiente se anunció que también se transmitiría al servicio B/R Live de WarnerMedia en los Estados Unidos y en el canal de YouTube de AEW en todo el mundo.

## Argumento
En el mitin inaugural de AEW en Jacksonville, un combate con SoCal Uncensored (Christopher Daniels, Frankie Kazarian y Scorpio Sky) contra Cima de Oriental Wrestling Entertainment (OWE) y dos socios de su elección se anunció por Double or Nothing después de que SoCal Uncensored desafió a Cima a un combate. El 3 de marzo, OWE anunció un torneo de equipo para determinar quiénes serían los socios de Cima. El 6 de mayo, se anunció que Cima se uniría a T-Hawk y El Lindaman.

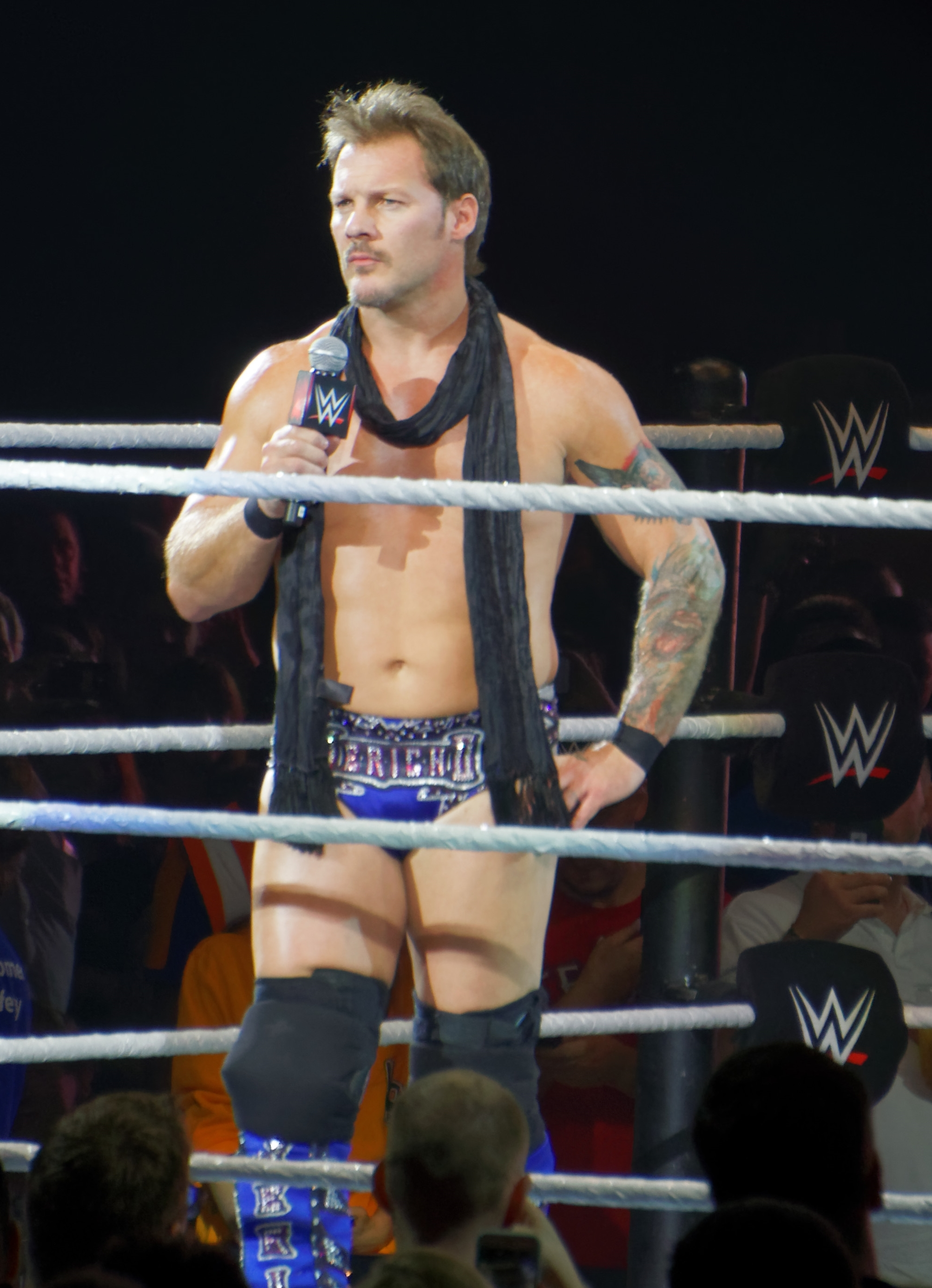
Chris Jericho, quien ganó la oportunidad por el Campeonato Mundial de AEW en el evento principal contra Kenny Omega.

El 4 de enero de 2018, en Wrestle Kingdom 12 de New Japan Pro-Wrestling, Kenny Omega derrotó a Chris Jericho en su primer encuentro. En septiembre, en All In, después de que Omega derrotara a Penta El Zero, fue atacado por Jericho. En enero de 2019, Jericho firmó con AEW, y después de que Omega anunció que había firmado con la promoción el mes siguiente, fue confrontado por Jericho y los dos pelearon, pero fueron separados por Cody, Christopher Daniels y la seguridad. Una revancha de Wrestle Kingdom 12 se anunció más tarde para Double or Nothing. Más tarde se confirmó que el ganador se enfrentaría al ganador del Casino Battle Royale por el Campeonato Mundial de AEW en una fecha posterior.
En el mitin inaugural de AEW en Jacksonville, Dr Britt Baker anunció que había firmado con AEW. El mes siguiente, durante el mitin de AEW en Las Vegas, Brandi Rhodes anunció que Kylie Rae y Nyla Rose también habían firmado con la promoción. Luego de algunos comentarios de Rae, fue interrumpida por Rose y las dos tuvieron una confrontación, pero fueron separadas antes de que pudiera ocurrir una pelea. Un día después, se anunció un encuentro entre Baker, Rae y Rose para el evento.
Durante el mitin de AEW en Las Vegas, The Lucha Brothers (Pentagón Jr. y Rey Fénix) anunciaron que habían firmado con AEW. Tras el anuncio, el dúo atacó a The Young Bucks (Matt y Nick Jackson). El 23 de febrero de 2019 en el evento The Art of War de AAW Wrestling, The Young Bucks atacaron a The Lucha Brothers. Dos días más tarde, se anunció un combate entre los dos equipos para Double or Nothing. El 16 de marzo, en el evento Rey de Reyes de la AAA, The Young Bucks derrotaron a The Lucha Brothers por el Campeonato Mundial en Parejas de AAA, convirtiendo posteriormente su combate en Double or Nothing en una revancha por el campeonato.
El 20 de febrero de 2019, en la serie de YouTube The Road to Double or Nothing, Cody anunció el segundo Over the Budget Battle Royale para el pre-show Buy In, con Sonny Kiss, Kip Sabian y Brandon Cutler como participantes iniciales. El 6 de mayo, el combate pasó a llamarse Casino Battle Royale. Las reglas son que hay 21 participantes. Cinco participantes comienzan el combate y cada tres minutos, cinco luchadores más ingresan con el 21 y último participante entrando solo. Más tarde se confirmó que el ganador recibiría un futuro combate por el Campeonato Mundial de AEW contra el ganador del combate entre Kenny Omega y Chris Jericho. El 8 de mayo, se anunció que Kip Sabian se enfrentaría a Sammy Guevara en el pre-show Buy In.
El 20 de abril de 2019, se anunció que Cody se enfrentaría a su hermano Dustin Rhodes en Double or Nothing. Dustin es famoso por su gimmick de Goldust en la WWE, que le otorgó la liberación de su contrato a principios de 2019. En las siguientes semanas, Cody declaró que derrotaría a su hermano como una forma de «matar» a la Attitude Era.

### Combate cancelado
En el mitin inaugural de AEW en Jacksonville, Adam Page fue interrumpido por Pac, creando una enemistad entre los dos luchadores. En el segundo mitin de AEW en Las Vegas, un combate entre Page y Pac se anunció oficialmente para Double or Nothing. Sin embargo, a finales de mayo se informó que el combate fue cancelado y que ya no se llevaría a cabo debido a «diferencias creativas». Como resultado de la cancelación, lucharon un combate en Wrestle Gate Pro aproximadamente una semana antes de Double or Nothing. En una aparición sorpresa, Page respondió a un desafío abierto de Pac que terminó en descalificación al ganar Page. Después del combate, Pac atacó la rodilla de Page y dijo que su objetivo era lastimar a Page y, una vez hecho esto, no tenía motivos para presentarse en Double or Nothing. Esto se hizo como justificación para remover el combate de la cartelera. Más tarde, esa misma semana, en un episodio de la serie de YouTube Being the Elite, Page apareció con una lesión en la rodilla (kayfabe) y dijo que no podía luchar en Double or Nothing.

## Resultados
En paréntesis se indica el tiempo de cada combate:
- The Buy In: "Hangman" Adam Page ganó un 21-Man Casino Battle Royale y ganó una oportunidad por el Campeonato Mundial de AEW (16:00).[40]
  - Page eliminó finalmente a MJF, ganando la lucha.
- The Buy In: Kip Sabian derrotó a Sammy Guevara (10:00).[40]
  - Sabian cubrió a Guevara después de revertir un «630° Senton» en un «Deathly Hallows».
- SoCal Uncensored (Christopher Daniels, Frankie Kazarian & Scorpio Sky) derrotaron a Strong Hearts (CIMA, T-Hawk & El Lindaman) (13:40).[41]
  - Daniels cubrió a Lindaman después de un «Best Meltzer Ever».
- Dr. Britt Baker D.M.D. derrotó a Awesome Kong, Kylie Rae y Nyla Rose (11:10).[41]
  - Baker cubrió a Rae después de un «Superkick», seguido de un «Ushigoroshi».
  - Originalmente la lucha era solo entre Baker, Rae y Rose, pero antes del combate Brandi Rhodes añadió a Kong.
- Best Friends (Chuck Taylor & Trent Barreta) derrotaron a The Hybrid 2 (Angélico & Jack Evans) (12:35).[41]
  - Barreta y Taylor cubrieron a Angélico después de un «Strong Zero».
  - Después de la lucha, The Dark Order (Stu Grayson & Evil Uno) aparecieron para atacar a ambos equipos.
- Hikaru Shida, Riho & Ryo Mizunami derrotaron a Aja Kong, Emi Sakura & Yuka Sakazaki (13:10).[41]
  - Shida cubrió a Sakura después de un «Three Count».
- Cody (con Brandi Rhodes) derrotó a Dustin Rhodes (22:30).[41]
  - Cody cubrió a Dustin después de un «Cross Rhodes».
  - Durante la lucha, Brandi interfirió a favor de Cody, pero el árbitro la expulsó del ringside siendo retirada por Diamond Dallas Page.
  - Después de la lucha, Cody y Dustin se abrazaron en señal de respeto.
  - Esta lucha fue calificada con 5 estrellas por el periodista Dave Meltzer, siendo el primer combate de AEW en recibir esta calificación.
- The Young Bucks (Matt Jackson & Nick Jackson) derrotaron a The Lucha Bros (Pentagón Jr. & Rey Fénix) y retuvieron el Campeonato Mundial en Parejas de AAA (24:55).[41]
  - Matt cubrió a Fénix después de «Meltzer Driver».
  - Originalmente la lucha era sin un título en juego, pero después de que The Young Bucks ganaran el Campeonato Mundial en Parejas de AAA de The Lucha Brothers en Rey de Reyes, se determinó que la lucha fuera una revancha por ese título.
- Chris Jericho derrotó a Kenny Omega y ganó una oportunidad por el Campeonato Mundial de AEW (27:00).[41]
  - Jericho cubrió a Omega después de un «Codebreaker» y un «Judas Effect».
  - Después de la lucha, Jon Moxley apareció para atacar a Jericho, Omega y al árbitro aplicándoles un «Dirty Deeds».

## Casino Battle Royale entrada y eliminaciones
Cinco luchadores comenzaron el combate. Cada tres minutos, entraban cinco luchadores más. El 21º y último participante entró solo.
| Baraja    | Entranda          | Orden | Eliminado por  | Eliminaciones |
| --------- | ----------------- | ----- | -------------- | ------------- |
| Tréboles  | Dustin Thomas     | 10    | MJF            | 1             |
| Tréboles  | MJF               | 20    | Page           | 3             |
| Tréboles  | Sunny Daze        | 2     | Glacier        | 1             |
| Tréboles  | Brandon Cutler    | 12    | MJF            | 1             |
| Tréboles  | Michael Nakazawa  | 1     | Daze           | 0             |
| Diamantes | Isiah Kassidy     | 5     | Luchasaurus    | 1             |
| Diamantes | Jimmy Havoc       | 18    | Luchasaurus    | 2             |
| Diamantes | Joey Janela       | 13    | Luchasaurus    | 0             |
| Diamantes | Brian Pillman Jr. | 4     | Kassidy y Quen | 0             |
| Diamantes | Shawn Spears      | 9     | Thomas         | 0             |
| Corazones | Billy Gunn        | 11    | Cutler         | 0             |
| Corazones | Glacier           | 3     | MJF            | 1             |
| Corazones | Jungle Boy        | 17    | Havoc          | 1             |
| Corazones | Marq Quen         | 6     | Luchasaurus    | 1             |
| Corazones | Ace Romero        | 8     | Boy            | 1             |
| Espadas   | Luchasaurus       | 19    | Page           | 4             |
| Espadas   | Marko Stunt       | 7     | Romero         | 0             |
| Espadas   | Sonny Kiss        | 14    | Dreamer        | 0             |
| Espadas   | Tommy Dreamer     | 16    | Havoc          | 2             |
| Espadas   | Orange Cassidy    | 15    | Dreamer        | 0             |
| Joker     | Adam Page         | -     | Ganador        | 2             |

## Recepción

### Entradas y compras
Según Dave Meltzer, había 11 000 boletos para Double or Nothing. De estos boletos, «casi todos» se vendieron en una preventa el 11 de febrero de 2019, en aproximadamente 30 minutos o menos, a personas que anteriormente habían proporcionado sus direcciones de correo electrónico. Los paquetes de viaje y los paquetes VIP también se agotaron. Las ventas de boletos se abrieron al público en general el 13 de febrero de 2019 y se agotaron en 4 minutos.
En la edición del 3 de junio de 2019 del Wrestling Observer Newsletter, Dave Meltzer escribió que Double or Nothing recibió «aproximadamente 98 000 compras entre televisión y PPV digital, con una división de casi 50/50 entre las dos ... Alrededor de dos tercios vinieron de los Estados Unidos, con el Reino Unido, que transmitió el pre-show en ITV 4, siendo el segundo más fuerte seguido por Australia, Alemania y Canadá». Meltzer predijo que las compras de repetición de Double or Nothing «deberían fácilmente» resultar en ello superando al «show más grande de la historia de ECW (99 000) y [convirtiéndose] en el PPV más grande en la historia de la lucha profesional que no fue producido por WWE o WCW». Meltzer además describió que nadie ha logrado este nivel de compras «sin regular exposición televisiva desde las peleas [de artes marciales mixtas] de Tito Ortiz vs. Ken Shamrock de 2002 y Chuck Liddell vs. Ortiz de 2004».

### Recepción crítica
John Powell de Slam! Wrestling de Canadian Online Explorer observó que Double or Nothing «demostró sin lugar a dudas que AEW es LA competencia [para WWE], LA alternativa [a WWE], EL cambio que la industria de la lucha libre y los fanáticos de la lucha libre han estado esperando», con Kenny Omega, Cody Rhodes, Adam Page, Nick y Matt Jackson siendo las «caras de la revolución de la lucha libre que algunos fanáticos han estado esperando desde el 26 de marzo de 2001, cuando Monday Nitro salió del aire y WWE compró la WCW».
Un artículo de CBS Sports escrito conjuntamente por Brian Campbell, Jack Crosby y Adam Silverstein declaró que Double or Nothing «se sintió como una cartelera histórica que anunció audazmente una nueva competencia para el líder de la industria, WWE», ya que construyeron con éxito «la anticipación del lanzamiento de su programa semanal en TNT en otoño». Destacaron el «primer momento viral de AEW» creado por la aparición inesperada de Jon Moxley, la «sangre y lágrimas intercambiadas por los hermanos Rhodes» y las «obras teatrales y aéreas de Kenny Omega, The Young Bucks y The Lucha Bros».
Tim Fiorvanti de ESPN declaró: «Double or Nothing no fue un primer esfuerzo perfecto para AEW, pero el show golpeó con fuerza donde más cuenta: contar historias, emociones y sorpresas». Las emociones y las historias fueron provocadas por la «guerra cruel y sangrienta librada entre los hermanos Cody y Dustin Rhodes». La victoria de Chris Jericho y las apariciones de Jon Moxley y Awesome Kong fueron las sorpresas. Además, Fiorvanti sintió que «toda la cartelera le recordó a la gente lo buena que puede ser la lucha en equipos cuando está en su mejor momento» y «ofreció una sección representativa tremenda de cómo será el futuro de la lucha libre femenina».
Sean Radican, de Pro Wrestling Torch, describió el evento como «la primera excursión fantástica de AEW». Omega-Jericho tuvo un «muy repentino pero buen final», Cody-Dustin «fue una vuelta clásica a un baño de sangre que tuvo una tonelada de heat», mientras que Young Bucks-Lucha Bros «fue un clásico de equipos en parejas de vanguardia». Sin embargo, Radican notó que había «algunas verrugas con la producción y los comentarios», y también prefería eliminar «el pre-show y la mayoría de las luchas en la parte baja de la cartelera», ya que el evento hubiera sido un «jonrón total» para él si se acortara a dos horas.
Jason Powell, de Pro Wrestling Dot Net, escribió que AEW «tuvo un gran desempeño en su primer esfuerzo de pago por visión». Los «tres grandes combates» que terminaron el evento «hicieron el show» porque «tenían un apoyo real en la historia y estaban muy bien trabajados». Cody-Dustin tenía la«intensidad, el drama y la trama de dos hermanos luchando», Young Bucks-Lucha Bros fue un «combate loco que también tuvo buena emoción», mientras que Jericho y Omega «definitivamente lo dejaron todo en el cuadrilátero» a pesar de un combate que «fue descuidado aquí y allá».
Mike Tedesco, de WrestleView, describió a Double or Nothing como un «espectáculo increíble» que «comenzó lento», pero en última instancia le recordó «por qué la lucha libre profesional puede ser divertida y emocionante cuando se hace bien». La lucha por el Campeonato Mundial en Parejas de AAA fue «diversión descolgada» y «se puso un poco irregular, pero el atletismo estaba en otro nivel». El evento principal tuvo «gran drama y acción» y «todo tenía sentido». La «sorprendente introducción» de Jox Moxley «lo coloca justo en lo más alto de la escalera». Sin embargo, Tedesco «se encogió con algunos de los comentarios hechos hacia la WWE».
Dave Meltzer, del boletín Wrestling Observer Newsletter, escribió que Double or Nothing «se convertirá en uno de los PPV históricos de la historia, tanto por la calidad de los combates como por el ambiente creado por los fanáticos». Además, desde «un punto de vista creativo y la conexión con los fanáticos, [AEW] arrasó con la WWE». El programa indicó «el valor de las redes sociales» y «la insatisfacción de los fanáticos con WWE». Meltzer dijo que el partido Cody-Dustin «se robó el espectáculo», dándole como calificación cinco estrellas completas. En una encuesta realizada por el boletín de más de 1700 encuestados, el 97.5 % dio un «pulgar arriba» al programa, el 1.8 % fue neutral, mientras que el 0.7 % dio un «pulgar abajo».

## Consecuencias
Una semana después de Double or Nothing, el combate para determinar al inaugural Campeón Mundial de AEW entre Chris Jericho y Adam Page se confirmó para el evento de AEW All Out, el 31 de agosto de 2019.

## Otros roles
Comentaristas en inglés
- Alex Marvez
- Excalibur
- Jim Ross

Comentaristas en español
- Alex Abrahantes
- Hugo Savinovich

Entrevistadores
- Alicia Atout

Anunciadores
- Justin Roberts

Árbitros
- Aubrey Edwards
- Bryce Remsburg
- Earl Hebner
- Paul Turner
- Rick Knox